# The Bridges of Madison County (film)
 For alternative betydninger, se The Bridges of Madison County. (Se også artikler, som begynder med The Bridges of Madison County)
The Bridges of Madison County (på dansk Broerne i Madison County) er en amerikansk romantisk dramafilm fra 1995, der er baseret på bestsellerbogen af samme navn af Robert James Waller. Den blev produceret af Amblin Entertainment og Malpaso Productions, og distribueret af Warner Bros. Entertainment. Filmen blev produceret og instrueret af Clint Eastwood sammen med Kathleen Kennedy som medproducer. Manuskriptet blev skrevet af Richard LaGravenese og de medvirkende var Eastwood og Meryl Streep.
Filmen blev godt modtaget af filmkritikerne og den blev ligeledes en kommerciel succes, og indtjente $182 millioner på verdensplan. Streep blev nomineret til en Oscar for bedste kvindelige hovedrolle ved Academy Awards i 1996 for sin rolle i filmen.

## Plot
I nutiden ankommer de to søskende Michael og Carolyn til Francesca Johnson hus i Iowa, der var ejet af deres nyligt afdøde mor. Mens de går igennem indholdet af hendes pengeskab og testamente, bliver de overraskede over meget specifikke instruktioner om, at hendes krop skal kremeres og hendes aske skal spredes ud over den nærliggende Roseman Covered Bridge, hvilket ikke er i overensstemmelse med de arrangementer vedrørende begravelsen, som de ellers kendte fra deres forældre. Til at starte med nægter Michael at følge testamentet, mens Carolyn finder en samling fotografier af hendes mor og et brev. Hun får overbevist Michael om, at de alligevel skal følge hendes vilje, så de kan læse de dokumenter hun har fundet. Da de er alene gennemgår de en række breve fra en mand, der bliver kaldt Robert Kincaid i deres mors brev. Søskendeparret finder en kiste, som deres mor efterlod med breve, en række dagbøger og andre memoralier.
De opdager at deres mor var en italiensk krigsbrud, og havde en fire dages affære med Robert Kincaid, der var en fotograf der var kommet til Madison County, for at tage en række fotografier til National Geographic om broer i området. Affæren fandt sted, mens hendes mand og børn var til Illinois State Fair. Historien i dagbøgerne afslører også konsekvenserne som affæren havde på Francesca og Roberts liv, da de var lige ved at tage bort sammen, men hun stoppede det i sidste øjeblik, da hun overvejede hvad der ville ske med hendes børn og mand. Han endte også med at finde sit sande kald og blev kunstner. Historien har også store konsekvenser for Michael og Carolyn, som begge står over for ægteskabelige problemer - deres mors historie hjælper dem med at finde en rigtige retning i deres liv. Til slut følger de deres mors anmodning.

## Medvirkende
- Clint Eastwood som Robert Kincaid
- Meryl Streep som Francesca Johnson
- Annie Corley som Carolyn Johnson
- Sarah Kathryn Schmitt som ung Carolyn
- Victor Slezak som Michael Johnson
- Christopher Kroon som ung Michael
- Jim Haynie som Richard Johnson
- Phyllis Lyons som Betty
- Debra Monk som Madge
- Richard Lage som advokat Peterson
- Michelle Benes som Lucy Redfield

## Eksterne Henvisninger
- The Bridges of Madison County på Internet Movie Database (engelsk)
- The Bridges of Madison County på Filmdatabasen
- The Bridges of Madison County på Scope
- The Bridges of Madison County i Svensk Filmdatabas (svensk)
- The Bridges of Madison County på AlloCiné (fransk)
- The Bridges of Madison County på MovieMeter (nederlandsk)
- The Bridges of Madison County på AllMovie (engelsk)
- The Bridges of Madison County hos American Film Institute (engelsk)
- The Bridges of Madison Countys profil hos Encyclopædia Britannica Online (engelsk)
- The Bridges of Madison County på Turner Classic Movies (engelsk)